# Теорема Эрдёша — Каца
Теорема Эрдёша — Каца — утверждение в теории чисел, которое связывает распределение числа разных простых делителей больших чисел с формулами предельных законов теории вероятностей. Этот результат теории чисел, полученный Палом Эрдёшом и Марком Кацем в 1940 году утверждает, что если {\displaystyle \omega (n)} — число различных простых делителей числа {\displaystyle n}, то предельное распределение величины
{\displaystyle {\frac {\omega (n)-\log \log n}{\sqrt {\log \log n}}}}
является стандартным нормальным распределением. Это глубокое обобщение теоремы Харди — Рамануджана, которая утверждает, что «среднее» значение {\displaystyle \omega (n)} равно {\displaystyle \log \log n}, а «среднее отклонение» не более {\displaystyle {\sqrt {\log \log n}}}.

## Теорема
Более формально теорема утверждает, что для любых фиксированных {\displaystyle a<b} выполнено:
{\displaystyle \lim _{x\rightarrow \infty }{\frac {1}{x}}\left|\left\{n\leq x:a\leq {\frac {\omega (n)-\log \log n}{\sqrt {\log \log n}}}\leq b\right\}\right|=\Phi (a,b)},
где
{\displaystyle \Phi (a,b)={\frac {1}{\sqrt {2\pi }}}\int _{a}^{b}e^{-t^{2}/2}\,dt.}.

## Оригинальное доказательство
В оригинальном доказательстве утверждение о нормальности распределения в первой лемме теоремы основано на том, что функция {\displaystyle \omega (n)} является аддитивной и может быть представлена как сумма индикаторов делимости на простые числа. Далее, не вводя понятие случайной величины, авторы утверждают, что слагаемые-индикаторы независимы. Затем не вдаваясь в подробности, авторы ссылаются на источник, где нормальность распределения доказывается для сумм слабозависимых случайных величин. В конце доказательства авторы извиняются за поверхностность «статистической» леммы.
В 1958 году Альфред Реньи и Пал Туран дали более точное доказательство.

## Особенности
В теореме идёт речь о распределении детерминированных величин, а не о распределении вероятностей случайной величины. Но если на достаточно большом отрезке натуральных чисел выбирать случайно число {\displaystyle n}, то число различных простых делителей этого числа будет иметь приблизительно нормальное распределение с математическим ожиданием и дисперсией равным среднему значению {\displaystyle \log \log n} на отрезке. Поскольку эта функция, называемая повторным логарифмом, растёт медленно, то такое усреднение не будет приводить к большой ошибке даже на очень длинных отрезках. Вид распределения связывает теорему Эрдёша — Каца с центральной предельной теоремой.

## Скорость роста повторного логарифма
Повторный логарифм — это чрезвычайно медленно растущая функция. В частности, числа до миллиарда содержат в разложении на простые в среднем три простых числа.
Например 1 000 000 003 = 23 × 307 × 141 623.
| n                                 | Число знаков в n | Среднее число простых чисел в разложении | среднее отклонение |
| --------------------------------- | ---------------- | ---------------------------------------- | ------------------ |
| 1000                              | 4                | 2                                        | 1,4                |
| 1 000 000 000                     | 10               | 3                                        | 1,7                |
| 1 000 000 000 000 000 000 000 000 | 25               | 4                                        | 2                  |
| 1065                              | 66               | 5                                        | 2,2                |
| 109566                            | 9567             | 10                                       | 3,2                |
| 10210 704 568                     | 210 704 569      | 20                                       | 4,5                |
| 1022                              | 1022+1           | 50                                       | 7,1                |
| 1044                              | 1044+1           | 100                                      | 10                 |
| 10434                             | 10434+1          | 1000                                     | 31,6               |

Если заполнить шар размером с Землю песком, потребуется около 1033 песчинок. Для заполнения видимой части вселенной потребовалось бы 1093 песчинок.
Там же может поместиться 10185 квантовых струн.
Числа такого размера — с 186 знаками — в среднем состоят лишь из 6 простых чисел в разложении.